# Subsecretaría de Educación Parvularia (Chile)
La Subsecretaría de Educación Parvularia de Chile (SDEP) es la subsecretaría de Estado dependiente del Ministerio de Educación, y como tal es el organismo rector que «diseña y define la política integral de fortalecimiento del primer nivel educativo con estructuras y marcos regulatorios efectivos y una institucionalidad que facilita el derecho a una educación de calidad en las salas cuna, jardines infantiles y escuelas». Y que tiene como foco principal construir una educación pública, pluralista e integradora, la cual impacte el aprendizaje a lo largo de toda la vida de todos los niños, niñas y jóvenes de Chile. Desde el 8 de septiembre de 2022, la subsecretaria del ramo es Claudia Lagos Serrano, actuando bajo el gobierno de Gabriel Boric.
Fue creada durante el segundo gobierno de Michelle Bachelet, en mayo del 2015 por medio de la ley n° 20.835.

## Misión y visión
La misión de la subsecretaría es velar por el desarrollo y la promoción de una política para el fortalecimiento del primer nivel educativo, a través de la elaboración, diseño e implementación de políticas y programas, y de la articulación de mecanismos de coordinación con la comunidad educativa, para promover y fomentar en los distintos sectores de la sociedad, en especial en el ámbito de las familias y la comunidad, el inicio temprano del proceso de aprendizaje y desarrollo pleno de un sistema de educación inclusivo, equitativo y de calidad de los niños y niñas del territorio entre 0 y 6 años.

## Subsecretarias
| Retrato | Subsecretaria                  | Partido            | Partido | Inicio                  | Final                   | Presidente/a | Presidente/a               |
| ------- | ------------------------------ | ------------------ | ------- | ----------------------- | ----------------------- | ------------ | -------------------------- |
|         | María Isabel Díaz Pérez        |                    | PS      | 27 de octubre de 2015   | 11 de marzo de 2018     |              | Michelle Bachelet Jeria    |
|         | María José Castro Rojas        |                    | Ind.    | 11 de marzo de 2018     | 4 de enero de 2021      |              | Sebastián Piñera Echenique |
|         | María Jesús Honorato Errázuriz | 4 de enero de 2021 | Ind.    | 11 de marzo de 2022     |                         |              | Sebastián Piñera Echenique |
|         | María Isabel Díaz Pérez        |                    | PS      | 11 de marzo de 2022     | 8 de septiembre de 2022 |              | Gabriel Boric Font         |
|         | Claudia Lagos Serrano          |                    | Ind.    | 8 de septiembre de 2022 | En el cargo             |              | Gabriel Boric Font         |